# Bleib mit deiner Gnade
Bleib mit deiner Gnade (manchmal auch länger: Bleib mit deiner Gnade bei uns) ist ein durch die Communauté de Taizé geschriebenes Kirchenlied.

## Text
Bleib mit deiner Gnade bei uns,

Herr Jesu Christ.

Ach, bleib mit deiner Gnade bei uns,

du treuer Gott!
Der Text hat einen biblischen Ursprung und stammt aus Lk 24,29 :

„28 So erreichten sie das Dorf, zu dem sie unterwegs waren. Jesus tat, als wolle er weitergehen, 29 aber sie drängten ihn und sagten: Bleibe bei uns; denn es wird Abend, der Tag hat sich schon geneigt! Da ging er mit hinein, um bei ihnen zu bleiben. 30 Und es geschah, als er mit ihnen bei Tisch war, nahm er das Brot, sprach den Lobpreis, brach es und gab es ihnen.“

## Form und Verbreitung
Das Lied ist ein für die Gemeinschaft von Taizé charakteristischer, vierstimmiger Kurzgesang. Das Lied wird in meditativer Weise (ostinato.) unverändert wiederholt gesungen. Es kann von Sologesängen unterstützt werden. Im aktuellen Liedheft ist es unter der Nummer 147 zu finden. Es gibt eine Reihe von Notensätzen für Instrumente: Keyboard, Gitarre, Flöte, Oboe, Flöte-Oboe, Klarinette, Englischhorn, Oboe-Klarinette, Trompete, Posaune, Cello und Fagott.
Das Lied ist neben in Deutsch noch in elf weiteren Sprachen singbar: Englisch (Stay with us), spanisch (Ven Jesús no tardes Senor), niederländisch (Blijf met uw genade), schwedisch (Herre, stanna kvar med din nåd), dänisch (Bliv dog med din nåde), polnisch (Daj nam, Panie, łaski), litauisch (Būki maloningas), kroatisch (Milost svoju), slowenisch, italienisch (Nella tua grazia redta con noi), chinesisch.
Das Lied wurde von Jacques Berthier 1982 komponiert. Der Text geht auf alte liturgische Vorlagen zurück und wurde von den Brüdern von Taizé bearbeitet. Die Rechte liegen bei „Ateliers et Presses de Taizé“.
Das Lied findet sich in zwei Regionalausgaben des Evangelischen Gesangbuch: im Regionalteil für Bayern u. Thüringen (Liednummer 702) und Rheinland/Westfalen/Lippe (Liednummer 586) sowie in anderen Publikationen, z. B. „Du bist Herr 1“ ISBN 3-925352-23-6, Feiert Jesus! ISBN 978-3-7751-5200-6, Lebenslieder plus, Neue Gemeindelieder ISBN 3-7893-7843-7 und Singt von Jesus (Band 3) ISBN 3-87092-175-7.
Das Lied findet sich auf mehreren CD-Aufnahmen aus der Kirche der Versöhnung von Taizé: „Jubilate“ (20. Februar 1992, auf Englisch), „Auf dich vertrau ich“ (5. Dezember 1999, auf Deutsch), „Taizé – Instrumental 3“ (1. Juli 2010, instrumental).